# Канасон
Канасо́н (англ. Canason) — бактериостатический, противовоспалительный препарат, применяющийся в стоматологии. В первоначальном виде это совокупность из жидкости и порошка.
Канасон представляет собой неабсорбирующий, плотно закупоривающий, рентгеноконтрастный цемент на цинково-эвгенольной основе для заполнения корневых каналов. Оказывает бактериостатическое, противовоспалительное действие за счет содержания гидрокортизонацетата, дексаметазона, параформальдегида и эвгенола.
Канасон применяется для заполнения корневых каналов при лечении осложненных форм кариеса и пульпита временных и постоянных зубов, а также для пломбирования гуттаперчевыми штифтами.

## Применение
1-2 капли жидкости наносят на пластинку и смешивают с порошком до такой консистенции, которую можно будет нанести с помощью каналонаполнителя (приблизительно 5-6 частей порошка на 1 часть жидкости). Затем вводят цемент в подготовленный и высушенный корневой канал. При этом используют либо каналонаполнитель, либо пломбируют вручную инструментом. Чем меньше материала вводится в канал, тем меньше вероятность его переполнения. При правильной пломбировке канала канасоном обычно не отмечается реакции со стороны периодонта. Канасон остается работоспособным более 10 минут и твердеет в канале в течение 8 часов. В течение этого периода сохраняется его антисептическое и противовоспалительное действие. Рекомендуется последующий рентгенологический контроль заполнения корневого канала. В случае недопломбировки канала материал удаляют и повторяют процедуру.